# Етурмел
Етурмел (фр. Estourmel) насеље је и општина у североисточној Француској у региону Север-Па д Кале, у департману Север која припада префектури Камбре.
По подацима из 2011. године у општини је живело 449 становника, а густина насељености је износила 82,39 становника/km². Општина се простире на површини од 5,45 km². Налази се на средњој надморској висини од | метара (максималној 96 m, а минималној 59 m).

## Демографија
| 1962. | 1968. | 1975. | 1982. | 1990. | 1999. | 2011. |
| ----- | ----- | ----- | ----- | ----- | ----- | ----- |
| 406   | 408   | 405   | 404   | 411   | 419   | 449   |

График промене броја становника у току последњих година